# Verrucosa sergipana
Verrucosa sergipana Lise, Kesster & Silva, 2015 è un ragno appartenente alla famiglia Araneidae.

## Etimologia
Il nome della specie deriva da Sergipana, nome portoghese dello stato brasiliano di Sergipe, dove sono stati rinvenuti gli esemplari.

## Caratteristiche
L'olotipo maschile rinvenuto ha lunghezza totale è di 3,20mm; la lunghezza del cefalotorace è di 1,70mm; e la larghezza è di 1,40mm.

## Distribuzione
La specie è stata reperita nel Brasile orientale: l'olotipo maschile è stato rinvenuto all'interno del Campus UFSE, nello stato di Sergipe.

## Tassonomia
Al 2015 non sono note sottospecie e non sono stati esaminati nuovi esemplari.